# The Party Never Ends
The Party Never Ends ist ein postum veröffentlichtes Musikalbum des US-amerikanischen Rappers Juice Wrld. Es wurde am 29. November 2024 veröffentlicht und ist das fünfte Album des US-Amerikaners, der fast fünf Jahre vorher am 8. Dezember 2019 kollabierte und an einer Überdosis aus Oxycodon und Codein verstorben war. Das Album umfasst insgesamt 19 Songs und hat eine Länge von 56 Minuten.

## Inhalt
In dem Album singt Juice Wrld 14 von 19 Songs alleine, in 4 der Songs sind noch andere Rapper wie Eminem, Nicki Minaj, Offset und die Band Fall Out Boy vertreten. Außerdem singt der australische Rapper The Kid Laroi einen Song alleine, da er ein sehr guter Freund von Higgins war.
Der Song Empty out your Pockets kam erst einen Tag später heraus, da er in einem Live-Festival des Computerspiels Fortnite gespielt wurde, das Juice Wrld gewidmet wurde.

## Titelliste
| Nr.          | Titel                                       | Länge |
| ------------ | ------------------------------------------- | ----- |
| 1.           | The Party Never Ends (Juice WRLD)           | 2:20  |
| 2.           | Misfit (Juice WRLD)                         | 2:38  |
| 3.           | AGATS2 (Insecure) (Juice WRLD, Nicki Minaj) | 3:18  |
| 4.           | Lace It (Juice WRLD, Eminem, Benny Blanco)  | 3:37  |
| 5.           | Cuffed (Juice WRLD)                         | 4:04  |
| 6.           | Empty Out Your Pockets (Juice WRLD)         | 2:15  |
| 7.           | KTM Drip (Juice WRLD)                       | 4:00  |
| 8.           | Love Letter (Juice WRLD)                    | 2:39  |
| 9.           | Condone It (Juice WRLD)                     | 3:00  |
| 10.          | Goodbye (The Kid LAROI)                     | 2:41  |
| 11.          | Party By Myself (Juice WRLD)                | 3:18  |
| 12.          | Adore You (Juice WRLD)                      | 2:47  |
| 13.          | Celebrate (Juice WRLD, Offset)              | 3:00  |
| 14.          | Jeffrey (Juice WRLD)                        | 2:55  |
| 15.          | Barbarian (Juice WRLD)                      | 2:30  |
| 16.          | Best Friend (Juice WRLD, Fall Out Boy)      | 2:36  |
| 17.          | Floor It (Juice WRLD)                       | 3:12  |
| 18.          | Oxycodone (Juice WRLD)                      | 2:40  |
| 19.          | Spend It (Juice WRLD)                       | 3:00  |
| Gesamtlänge: | Gesamtlänge:                                | 56:39 |

## Chartplatzierungen
| ChartsChartplatzierungen       | Höchstplatzierung | Wochen |
| ------------------------------ | ----------------- | ------ |
| Deutschland (GfK)              | 27 (2 Wo.)        | 2      |
| Österreich (Ö3)                | 10 (2 Wo.)        | 2      |
| Schweiz (IFPI)                 | 11 (2 Wo.)        | 2      |
| Vereinigte Staaten (Billboard) | 4 (17 Wo.)        | 17     |
| Vereinigtes Königreich (OCC)   | 5 (4 Wo.)         | 4      |